# パンサラッサ

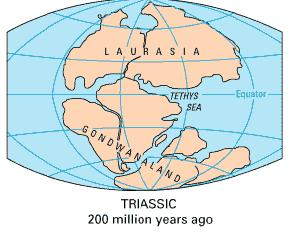
パンサラッサはパンゲア大陸を取り囲んでいた。

パンサラッサ（Panthalassa）は、古生代の後期から中生代の前期にかけて超大陸パンゲアを取り囲んでいた、唯一の広大な大洋である。古代ギリシア語で「全ての海」を意味する造語である。パンサラサ海ともいう。
面積は、最大で地球の表面積の3分の2に相当する3億3000万平方km程あった。パンサラッサは西部と北部に太平洋を含み、南東部にはテチス海を含んでいた。湾状のテチス海が閉じていき、パンゲアが分裂して大西洋と北極海ができた結果、パンサラッサはインド洋と太平洋になった。パンサラッサがかつてあった場所に現在ある海洋は太平洋だけであるため、パンサラッサはしばしば古太平洋（こたいへいよう）とも呼ばれる。
右の地図では、地球の赤道はおおまかに言ってスペイン、モロッコ、ボストンが通る線である。赤道の南にある大陸塊はゴンドワナ大陸と呼ばれる。赤道の北の大陸は、ローラシア大陸と呼ばれる。

## パンサラッサの誕生
8億年前から7億年前の間に超大陸ロディニアが半分に分裂した。これは地球史上最も重要な大陸分裂の一つである。なぜなら、将来北アメリカ大陸になるローレンシア大陸の西に、パンサラッサが広がったからである。ローレンシア大陸西部では、この分裂に先立つ地殻変動により、巨大な堆積盆地を生み出したオーラコゲン（不完全な地溝）がローレンシア大陸西部に生じた。ロディニア大陸を囲んでいた広大な海洋であったミロヴィア海は、パンアフリカ海とパンサラッサが拡大したために縮小していった。6億5000万年前から5億5000万年前の間に、V字型をした別の超大陸パノティアが形成された。「V」の内側はパンサラッサ、外側はパンアフリカ海とわずかに残ったミロヴィア海であった。

## パンサラッサの痕跡

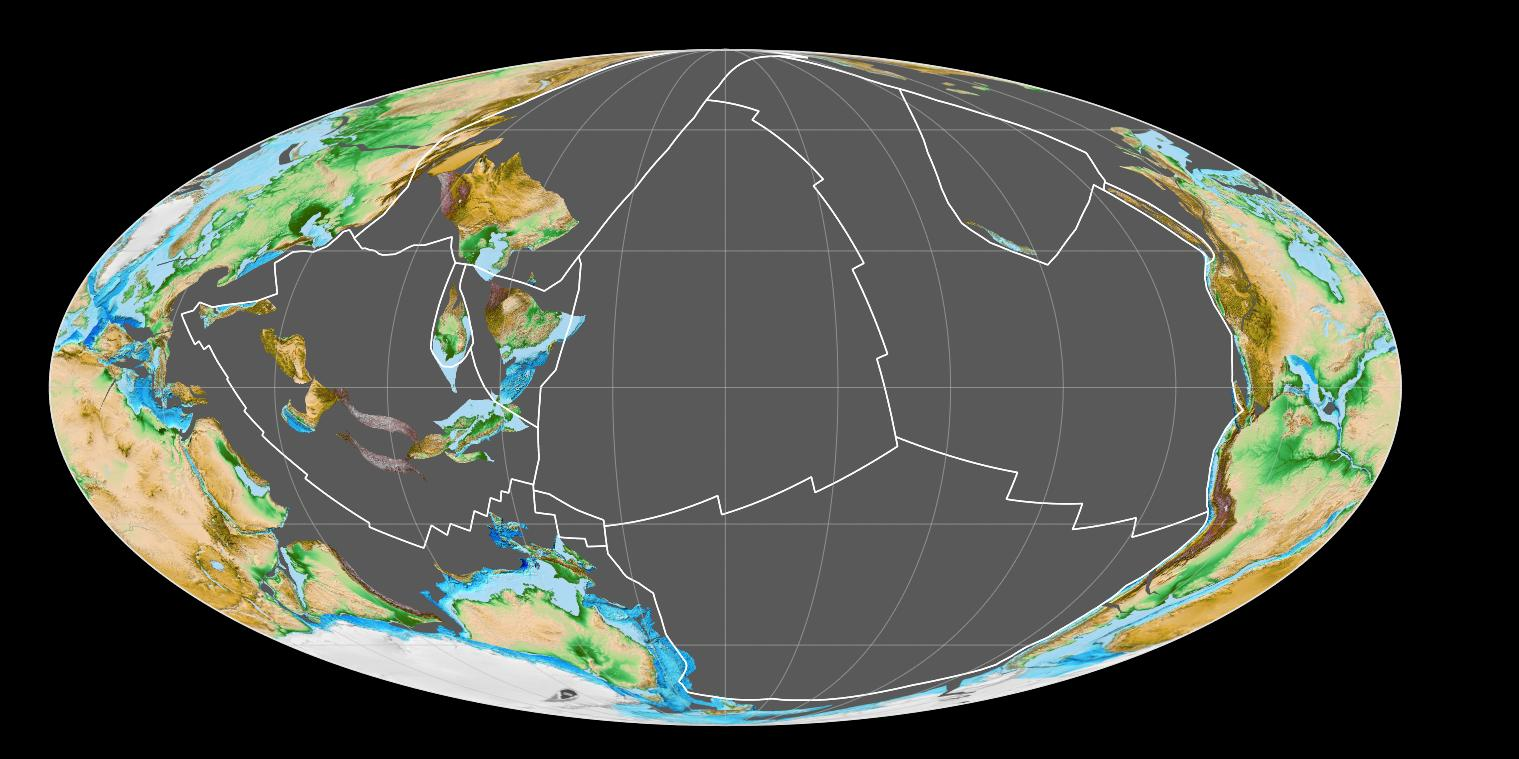
約2億5千万年前のパンサラッサ超海洋の想像図。三重会合点の南側はフェニックス・プレート、北西側はイザナギ・プレート、北東側はファラロン・プレートで、いずれも現存しない。さらに北側にクラ・プレートがあった。
現在の太平洋プレートは、約1億9千万年前よりパンサラッサの中央にかつて存在した三重点から海嶺を生じて成長を開始したと考えられる新しい海洋プレートである。

パンサラッサを構成した海盆と海洋地殻の大部分は、新しく生じた太平洋プレートに押されて大陸側へ移動し、北アメリカ・プレートとユーラシア・プレートとの間に生じた海溝の下に沈みこんだ。現在の太平洋の北東側や東側にわずかに残るファン・デ・フカ・プレート、ゴルダプレート、ココス・プレート、ナスカ・プレートなどの小さなプレート群は、部分的に残ったかつてのファラロン・プレートで、パンサラッサの海洋プレートの名残と考えられている。
現在滋賀県と岐阜県にまたがる伊吹山は、かつてパンサラッサの海洋底で約3億年前の古生代に活動を始めた海底火山列の一部（伊吹海山列）と考えられている。飛騨高山から伊吹山頂上にかけて広く分布する石灰岩層は、約2億5000万年前のペルム紀に火山島上に形成された珊瑚礁を起源とし、これがプレートの沈み込みによって大陸辺縁で付加体となり、その後の隆起で地上に現れたものである。また日本海は、パンサラッサの一部であったイザナギ・プレートが大陸プレートへ沈み込んで大規模なスラブとなり、これが大陸縁を海溝側に引きずる力と、マントルの相変化深度（約660 km）でスラブの沈降の抵抗を受けて上向きの力を生じたことで大陸縁が伸張し、日本列島を大陸から切り離しながら背弧海盆として拡がったものとする説がある。